# Xiaolin (köpinghuvudort i Kina, Hubei Sheng, lat 32,31, long 113,72)
Xiaolin (kinesiska: 小林, 小林镇) är en köpinghuvudort i Kina. Den ligger i provinsen Hubei, i den centrala delen av landet, omkring 200 kilometer norr om provinshuvudstaden Wuhan. Antalet invånare är 27 664. Befolkningen består av 13 306 kvinnor och 14 358 män. Barn under 15 år utgör 18,0 %, vuxna 15-64 år 73 %, och äldre över 65 år 7,0 %.
Runt Xiaolin är det tätbefolkat, med 297 invånare per kvadratkilometer. Xiaolin är det största samhället i trakten. Trakten runt Xiaolin består till största delen av jordbruksmark.
Genomsnittlig årsnederbörd är 1 403 millimeter. Den regnigaste månaden är augusti, med i genomsnitt 195 mm nederbörd, och den torraste är oktober, med 59 mm nederbörd.